# Римско-персийски войни
Римско-персийските войни са поредица от конфликти между държавите от гръко-римския свят и две последователни Ирански империи.
Конфликтът между Партското царство и Римската република започва през 92 г. пр.н.е. и продължава по времето на империята и Сасанидското царство, за да приключи след края на Западната Римска империя от 476 година като Персийско-византийски войни. С възхода на Арабския халифат и Персия, и Византия са изправени пред нов мощен противник.
Основните военни действия са в пограничните области – Армения и Месопотамия – но въпреки че градове, крепости и провинции преминават последователно от едни в други ръце, като цяло резултатът е равен. Нито една от двете страни не е в състояние да постигне надмощие при продължителна военна кампания далеч от границите си, поради което балансът на силите почти винаги се възстановява. През 2 век границата се премества на изток и вместо по Ефрат, преминава по горното течение на Тигър. Битката се води основно за контрол върху Армения и Кавказ.
Силите, които изразходват противниците по време на Римско-персийските войни, в крайна сметка се оказват катастрофални и за двете империи. Продължителните военни действия в продължение на шест-седем века изчерпват ресурсите им и ги правят уязвими. В комбинация с внезапната поява и разрастване на халифата, чиито войски нахлуват от Арабия, само в рамките на няколко години след края на последната персийско-византийска война 602-628 настъпват коренни промени. Отслабена от войните с Византия, Сасанидската империя се разпада и ислямизира (приема шиитския ислям). През следващите векове Арабският халифат продължава настъплението си срещу Византийската империя, вследствие на което почти целият Близък изток (без Анатолия) става мюсюлмански.